# Dominik Đinh Đạt
Św. Dominik Đinh Đạt (wiet. Ðaminh Đinh Đạt) (ur. ok. 1803 r. w Phú Hani, prowincja Nam Định w Wietnamie – zm. 18 lipca 1839 r. w Nam Định w Wietnamie) – święty Kościoła katolickiego, męczennik.
Dominik Đinh Đạt urodził się w Phú Nhai ok. 1803 r. Jego rodzice byli chrześcijanami. Przez 12 lat Dominik Đinh Đạt służył w wojsku. Został stracony z powodu wiary 18 lipca 1839 r.
Dzień wspomnienia: 24 listopada w grupie 117 męczenników wietnamskich.
Beatyfikowany 27 maja 1900 r. przez Leona XIII, kanonizowany przez Jana Pawła II 19 czerwca 1988 r. w grupie 117 męczenników wietnamskich.